# Српска војска у средњем веку
Историја српске војске у средњем веку може се поделити на неколико периода: доба византијске врховне власти (7—12. век), доба Немањића (1180—1371), доба феудалне анархије (1371—1402), доба српске деспотовине (1402—1459) и доба угарске врховне власти (1459—1527).

## Доба византијске врховне власти (9—12. век)

### Почеци српске државе
Срби (Сораби) на Балкану се први пут се помињу у франачком летопису у догађајима који су везани за 822. годину, као силан народ који држи велики део бивше римске провинције Далмације, али према писању Константина Порфирогенита (913—959) у О управљању царством Срби су на населили Балкан у време цара Ираклија (610-641). Према Константину VII Порфирогениту, Србија је била само једна од српских земаља на Балкану насељавали су планинске области на горњој Дрини са Пивом и Таром, доњи ток Западне Мораве, долине Лима и Ибра, земљу која ће касније понети име Рашка. Поред Србије, Срби су населили суседне земље Травуњанију и Захумље. За Дукљу Константин VII није изричито написао да су је населили Срби у првој половини VII века, али то је вероватно. Постоји мишљење да је пресуднији утицај на стварање прве државе код Срба извршила добро уређена Византија и да је прву државу Срба на Балканском полуострву до средине 7. века створио вођа досељавања Срба и њихов први владар на Балканском полуострву.
Средином 9. века, под кнезом Властимиром (о његовим претходницима Вишеславу, Радославу и Просигоју веома мало се зна), Срби су у трогодишњем рату одбили насртаје Бугара под каном Пресијаном. Властимирови синови Мутимир, Стројимир и Гојник потукли су Пресијановог сина Бориса између 852. и 867. када је упао у Рашку, и заробили Борисовог сина Владимира са 12 великих бољара. Ти успеси убрзавају процес распадања родова и стварања државе, као и примање хришћанства (након 863), које обједињује Србе централистичком црквеном организацијом, која јача власт кнежева. Крајем 9. и почетком 10. века српски кнез Петар Гојниковић (око 892-917. или 818) владао је кнежевином Травунија и Неретљанском облашћу (Паганијом) и види се да су српске земље повремено биле уједињене у истој држави.
Византијски цареви су све до латинске инвазије 1204. истицали врховну власт над српским владарима, али се она током времена неједнако осећала, а на махове и сасвим губила. Даљи развој и ширење Србије зауставили су Бугари у 10. веку: српски кнез Захарије Прибисављевић (Првосављевић) потукао је Бугаре цара Симеона који су упали у Србију, али нови налет Бугара 924. није могао издржати и морао се склонити у Хрватску; земља је опустошена, а заробљени српски жупани одведени су у Бугарску. После смрти цара Симеона 927. године, када је моћ Бугарске почела да опада, Часлав Клонимировић обновио је Србију, која је вероватно захватила територије од Уне на западу до доњег тока Западне Мораве на истоку, а од Саве на северу до Јадранског мора на југу. Крајем 10. века Рашку је покорио цар Самуило.
Друга српска држава стварала се упоредо у Дукљи, од 11. века названа Зетом по десној притоци реке Мораче. Захватала је део данашње Црне Горе и северне Албаније. Више података о тој кнежевини имамо тек за владе кнеза Владимира (крај 10 - почетак 11. века), кога је победио, а затим вратио на власт Самуило.

### Владар и жупани
Владар (кнез) је био врховни војсковођа и судија, а његова власт преносила се преко жупана и народне скупштине на цео народ и земљу. Жупани су били старешине жупа, основних делова државе, које су чиниле речне долине или котлине, међусобно раздвојене ненасељеним шумским или планинским пределима. Средиште жупе био је град. После кнеза жупани су били најмоћнији људи у земљи. Њима су били потчињени сатници, старешине делова жупе (као centenarius у Франачкој). У каснијем периоду помињу се тисућници, сатници, педесетници и десетници, по византијском (управо римском) декадном систему, који су Словени, као и Германи, прихватили још у доба племенског уређења. Свакако, биле су то само титуле, јер нема доказа да су се војске тако и делиле.
Народне скупштине биле су двојаке: државни сабор и скупови жупа. Први су бирали владара ако је престо био упражњен, а други решавали локална питања.
Српско војничко уређење као и остали сегменти државног уређења били су по узору на Византију или од западних земаља по угледима на Италију одакле је утицај долазио из Далматинског приморја.

### Народна војска
Владарева наоружана пратња била је језгро војске племенског савеза, а радила је и полицијске послове против оних који нису поштовали обичајно право и имовину родовско-племенских старешина. На локалним скупштинама су учествовали сви слободни мушкарци, који су сви уједно и војници, готово искључиво пешаци. Главно оружје било је лук и стрела (понегде и отровна), а помињу се и копља и штитови. Мачеве (у оно доба реткост у нашим крајевима) поседовале су само старешине. У планинама су Срби могли да пруже јак отпор коњаничким народима - Аварима, Бугарима, Угарима. У време када је подложност Византији била ефективна, Срби су јој давали помоћну војску. У доба Василија I (867—886) српски ратници одлазили су у јужну Италију, где су се са Хрватима, Захумљанима, Травуњанима и Конављанима борили против Арабљана. У доба Комнина (11-12. век) српски велики жупан био је дужан да даје 2.000 људи приликом царевих похода на запад (у Европи), а 300 (касније 500) за походе у Азију.
Према неким проценама у првој половини 10. века у време владавине Захарија Србија је могла имати око 27.000 војника и морнара, а од тога било је око 23.000 пешадинаца, око 1.700 коњаника и више од 100 бродова са око 2.800 морнара.

### Коњица
Српска коњица је кроз постојање српске средњовековне војске прошла кроз три фазе. Кроз цео 13. век, језгро српске војске је била лака коњица. Коњица којом је краљ Милутин ратовао са Грцима и коју им је позајмљивао у борби с Турцима, била је састављена од лаких коњаника. Цар Душан је реформисао српску војску, преневши јој тежиште са лаке на тешку коњицу.Са појавом турске војске, тешка коњица постаје неефикасна, па деспот Стефан Лазаревић и касније деспот Ђурађ Бранковић поново уводе лаку коњицу.

### Пешадија
У старих Словена, пре развоја феудалних односа, пешаци су представљали главну војну снагу. Од оружја су имали два копља (једно за бацање, друго за борбу прса у прса), лук и секиру, а као заштитно оружје-штит. Формирањем словенских држава развијају се феудални односи, а тиме и опада улога пешадије. Међутим, како је и даље остало мноштво ситних слободних земљопоседника који су избегли да постану кметови, али нису имали средстава да сами набаве коње и скупоцену опрему, они се боре пешке, а у доба Немањића властелинчићи и чине најбројнији део војске.

## ДобаНемањића(1180—1371)

### Феудализам у Србији
Процес феудализације Србије, који је већ у Немањино доба (1166—1196) био прилично одмакао, довршио се за владе његових потомака. Сва земља прешла је у посед властеле, цркве и владара. Њен највећи обрадиви део припадао је властели (племству), која се временом раслојавала на велику, малу и властелинчиће. Великаши су могли поседовати и читаве жупе, а властелинчићи су већином лично обрађивали своје парче земље, али је било и таквих који су имали читава села.
Властелинства су чинила основу државне организације. Властелин је имао управну, судску и војну власт. Владар је био на челу државне управе, али су његову власт ограничавали црквени и световни великаши. Велика кохезиона сила била је српска православна црква, централизована и организационо прилагођена државним потребама. У њој су владари имали имали моћног савезника, па су је богато даривали земљом. У освојеним областима Македоније, Епира и Тесалије српска и албанска властела заменила су византијску. Ранија властела се понегде задржала на нижим положајима. Дошљаци су доводили своје оружане пратње, које су често насељавали и на црквену земљу (чиме се црква војно активирала), а део су задржавали код себе на дворовима, у градовима.
Наглим проширењем државе превазиђен је дотадашњи начин управљања, нарочито у бившим византијским областима. Настаје нови облик власти: властели се дају на управу грдови, жупе, чак и читаве покрајине (назване областима или земљама), које се истичу као целине формиране према географским или етнографским факторима, или према моћи намесника и родбинском односу према круни, што је било погубно за државу као целину.
Феудалне војске су територијалне, земљопоседничке војске. И у Србији Немањића, војна обавеза била је везана за земљишни посед. По Душановом законику баштине су војевале војску, што се без сумње односи само на слободне баштине племства, на властелу и властелинчиће. То је била њихова лична обавеза. Баштине нису биле задужене одређеним војним контингентима (као што то није било ни на Западу), изузев у посебним случајевима. У Душаново доба, Будва, град од око 800 становника, била је обавезна да му стави на располагање 50 људи под једним капетаном за акцију на ограниченом простору. Такве обавезе су могле теретити и друге градове под српском влашћу, који су као посебне административне јединице били у аутономном односу према круни, али се аналогија не може проширити на властеоске баштине у унутрашњости земље.
У Србији није било изграђених феудалних лествица као на Западу. Намесници области или земаља били су, вероватно, одговорни да се сва властела и властелинчићи њихове територије одазову владаочевом позиву у рат. Пронија, византијска установа затечена у Македонији и пренета у Србију, била је изразито војничко добро које се, начелно, давало само активним борцима, за разлику од слободних властеоских баштина које су биле војнички јалове ако сопственик није био способан за војну службу.

### Војна организација
Војска је била састављена из три елемента: властела с пратњом (баштиници), особито коњица пронијара, даље оружани тежаци и пастири, већином лако наоружани и врло хитри пешадијски стрелци, и најзад страни најамници које је давао владалац и плаћао из своје благајне. Врховни војсковођа био је краљ, доцније цар, а заступале су га његове војсковође, војводе, којима се, по законику, имао свако покоравати као и владаоцу, али има података да се у царевом одсуству војводе нису хтеле међусобно покоравати. У одсуству владареву вођење војске често није било добро због великог броја војсковођа; како Кантакузин прича, заповедало је, у јесен 1342, српском војском пред Сером двадесет племића, међу којима најстарији беху Вратко и Оливер.
Видно обележје војски сваког војводства било је стег, по којем су вође називане стегоношама.
Главни војсковођа одмах иза владара, носио је титулу челника или врховног челника, као што је случај са Радичем Поступовићем, челником деспота Стефана Лазаревића и Ђурађа Бранковића.
По законику цара Душана, војна обавеза почивала је на баштини. Ту је дужност имао сваки власник баштине, не само властела и властеличићи, који су се раније просто звали ""војници"", особито пронијари, него и сељаци и пастири, због чега се манастирски људи, у повељама, нарочито ослобађају те дужности. Нису познате појединости о том. Војници међу Власима изреком се помињу у хрисовуљи манастира Бањске. Од приморских градова Будва је давала 50 људи под једним ""капетаном"", који је добијао од општине двоструку плату и коња; али Будванци су само онда били дужни војевати, ако би ""краљ"" лично био у војсци, па и то само у оним војним походима, који би се кретали у области између Скадра, Котора и Зете.
О броју војника нема довољно података. Јаки су били контингенти планинског становништва; село Тузи код Подгорице, на броју 150 кућа, дужно је било, још под Млечанима 1416, да опреми 500 људи, које коњаника које пешака. Манастирска села ослобођена беху ратне службе, али су морала чувати манастирске куле, па су, који пут, морала давати људе, на пр. за чување манастира у Светој Гори. Нема сумње да су ове повластице доводиле до смањивања локалних трупа. У то доба војске нису биле многобројне већ и због тога, што их је тешко било исхрањивати. Немања је обећао цару Фридриху I 1189. да ће му дати 20.000 војника у помоћ. По Кантакузину, српска и бугарска војска имале су, у бици код Велбужда 1330, свака по 15.000 људи. Котор је дао 1.000 оклопника копљаника под водством Николе Буће, током битке код Велбужда. Из времена Стефана Душана нема поузданих података.

#### Властела
Главнину оружане силе чинила је властеоска војска, састављена из жупских (покрајинских) контингената врло неједнаких по величини и квалитету, што је зависило од пространства, насељености, богатства и ратничких традиција територија са којих су прикупљени. Ови одреди називају се војске и војводства. Њихово видно обележје био је стег, по коме су вође називане и стегоношама.
Војска је окупљана од случаја до случаја. На владарев позив властела и властелинчићи су у одређено време долазили на одређено зборно место. Али властела се није увек спремно одазивала. Устезала се нарочито када није била непосредно заинтересована за рат, а владар није имао довољно снаге да је присили на послушност. Често је и задоцњавала. Властела је својим оружјем слободно располагала, па је и ратовала за своје интересе. Крваве распре међу великашима нису биле ретке. Душанов законик (1349) је институцијом двобоја покушао да ограничи свађе племића на личне сукобе и борбе. У династичким сукобима властеоске војске су играле главну улогу. Мање су биле могућности одметања оних жупа на чијем челу су стајали краљевски чиновници (кефалије), ако се (што је била тенденција времена) нису претворили у феудалце. У начелу, пронијари су морали бити послушни према круни. Намесници земаља били су, у суштини, пронијари.
Српска властела и владари су се одликовали ношењем златног појаса, о који су качили оружје. Тако архиепископ Данило у житију Стефана Драгутина наводи да је Драгутин носио златни појас за оружје, кога се одрекао када је предавао власт брату Милутину. Такође је напоменуто да је цар Душан после свог крунисања за цара, као знамење царског звања носио црвену обућу.
Хроничари бележе да су у Косовском боју 1389. године носили опрему опточену златом и драгим камењем и да су имали много добрих коња са златним седлима.
Главна одлика властеле је била поседовање богатије ратне опреме, јачих коња као и поседовање разних животиња за лов, као што су хртови, соколови и орлови. У народном предању се напомиње да су Девет Југовића поседовали хртове и соколове, који су после њихове смрти побијени као вид жртве.
Српска властела је уживала и у вишебоју, пандану витешког турнира. На вишебоју би се властела огледала у гађању прстена на врху копља из лука и стреле или би се ратници огледали у двобоју, а најбољи би од владара добили златни појас као награду.
Још једна одлика српске властеле била су коса и брада. Српски властелини су у средњем веку пуштали дугу браду која је ишла у два крака.
Српска властела била је образована за своје време и служила се са више језика народа са којима је долазила у контакт. Страни језик који се највише користио био је Грчки,у чему говори прилог да су Стефан Немања, као и његови синови Стефан Првовенчани и Сава Немањић ословљавали грчког цара и таста Стефана Првовенчаног, са титулом Кир Алексиј, од грчке речи кир што значи господин, потом следе Мађарски, Латински, Бугарски и Албански. Док се са Византинцима споразумевало на Грчком, са Католицима се споразумевало на Латинском. Постојао је и обичај међу властелом и владарима, да у говорима који су држали војсци и народу се чешће користи говор инспирисан религијом и Светим Писмом, будући да је то било време када је религија била доминантна у свим аспектима живота.
У обраћању краљу или властелину, као и приликом састављања повеља и писама владару или властелину, обраћало се набрајањем титула и хваљењем владара, врло често речима „Христољубиви владар, самодржаца, господин краљ” или „бранитељ вере Христове и круне.”
Наоружана властела је боравила на двору владара заједно са невеликом најамничком војском. Познат је случај да су се Турски најамници на двору краља Милутина побунили и да су били оружјем савладани и разоружани од стране Милутинове властеле која је боравила уз краља.
О властели у доба Ђурађа Бранковића, витез Бертрадон Брокијери оставио је запис:„ И затекосмо у пољу реченог господара (Ђурађа Бранковића) који је пошао да лови са соколовима на реци, а са њим су била његова три сина око педесет коњаника и један Турчин...Тај господин деспот има око 58 до 60 година и веома је леп владар и крупан човек...А када га речени изасланик с којим сам ја био поздрави у пољу он му и руку пољуби јер је такав обичај...А сутрадан оде поменути изасланик на његов двор да му учини подворење, а са њим одох и ја тамо где је било доста његових који су веома лепи и стасити људи и носе дуге косе и браде, јер се сви држе грчке вере...”

#### Дворске службе
У Феудалној Србији јачањем владареве власти и његових управних функција умножавао се и разгранавао дворски апарат па се сходно томе и јављају многа дворска звања.У 12. и 13. веку није прављена разлика између дворског особља па се једино помиње звање тепчија. Звање тепчије или великог тепчије помиње се врећ у првој половини 13. века и сматра се да је тепчија био управник двора, придржаваоц владаревог скиптра с тим што је служба придржавања скиптра била везана за старешину телесне страже владара. У Дечанској хрисовуљи се спомињу дворска звања казнац, тепчија, војвода, слуга и ставилац. Казнац је био скупљач пореза велики казнац или касије протовестијар управљао је владаревим финансијама и ту титулу у време цара Душана носио је Никола Бућа који је и учествовао у битци на Велбужду.Војводе су командовале војском као владаочеви заступници. Врло вероватно због не покоравања властеле војводи односно великом војводи као владаочевом заменику на бојном пољу у Душанов законик унета је наредба да се војводе у царевом одсуству са бојног поља морају слушати исто као владар.Кантакузевн прича да је српском војском током опсаде Сера 1342 заповедало двадесет племића.Слуга или велики слуга био је старешина над пехарницима а ставилац над хлебарима.За време Душанове власти повећао се број дворских звања нарочито титула византијског порекла после проглашења царства. На чело дворске канцеларије стао је још за време Стефана Дечанског логотет или велики логотет који је састављао царске повеље и писма које су преписивали дијаци. Прогласивши царство Душан је увео и разделио својим рођацима и највишој властели у освојеним крајевима византијске дворске титуле као што су деспот, севастократор, ћесар. Оне нису означавале службу на функцију већ само почаст и ранг. Поред ових на царском двору се помињу и титуле као што су севаст и протосеваст ттј титуле за заслуге, енохијар тј подрумар или пехарник, лагатор тј властелин који се бринуо о коњичкој служби. За време Душана двор је сачињавао хијерархију од 70 титула. За време деспотовине иако централана власт јача број титула се смањује а византијске титуле се губе. Поред војвода и великих војвода дворска звања били су челници и велики челници. Константин Философ наводи да је деспот Стефан Лазаревић двор поделио на три службе старешине унутрашњих послова, телесна стража, чиновници за спољашње послове. 

#### Сељаци
Властела је од потчињених људи водила у рат само онолико, колико је могла да одвоји и издржава, најчешће слуге и коњушаре, који су свакако били и наоружани. Радна снага била је врло драгоцена, па се због тога кметови и везују за земљу. Властела није имала рачуна да од добрих кметова ствара рђаве ратнике. Слабо наоружани и слабо извежбани пешаци тада нису значили много на бојишту. Наоружани кметови не би ни трпели тешку власт властеле. Посебна дужност кметова била је да одржавају и чувају утврђене градове, да дају стражу на путевима и на граници, где су гранична властела или крајишници били одговорни за безбедност. Црквене баштине биле су ослобођене војне обавезе. Манастирски сељаци били су дужни само да чувају манастирске куле. Народ је могао активно учествовати у рату само у одбрани ужег завичаја - традиција још из времена племенског друштвеног и војног уређења. Тактички је то могло бити ефикасно само у расутој борби у планинским и шумовитим крајевима. Мађарски краљ Лудовик I, на пример, осетио је 1359. сву тежину ратовања у шумама око Рудника против наоружаних сељака. У таквим случајевима су се и манастирски кметови морали латити оружја.

#### Најамници
Поред територијалне (властеоске) војске било је у Србији и страних најамника. Најранији случај употребе најамника јесте битка код Пантина, где су Немањина браћа против Немање повела најамничку војску састављену од Турака и Франака ојачану Византијским одредима. Немања их је код Пантина дочекао са домаћом војском и до ногу потукао. Краљ Драгутин је од угарског краља као помоћ у бици на Гатачком пољу, добио поред угарских одреда и куманске најамнике. Касније се јављају за владе краља Милутина (1282—1321), у исто време када су обновљени рудници почели да доносе значајне приходе централној власти, која их је и узимала у службу. Милутин је узимао источне лаке коњанике - туркополе, Кумане, Татаре, Алане (Јасе, Осете). Касније, у доба Стефана Дечанског (1321—1331) и цара Душана (1331—1355) служе западни најамници - витезови, ефикаснији тешки коњаници, вероватно и скупљи. Врло вероватно да је Душан, боравећи у младости, током изгнанства његовог оца на византијском двору приметио да византијски цар користи најамнике варијашка гарда и да је један од корака ка титули цара био да и сам набави стране плаћенике као личну телесну гарду по узору на византијске цареве. Најамници су тада били једина стајаћа војска, уколико и они нису били насељени на земљи као Милутинови туркополи; иако малобројни (до 2.000), они су били најсигурнији владарев ослонац, али су се знали и побунити ако нису били редовно плаћани. У доба Душана (1331—1355) гарнизонирали су и у заузетим градовима. У бици код Велбужда краљ Стефан Дечански је располагао са 1.000 најамника Немаца и Шпанаца, од којих су 300 били оклопници. Душанову личну гарду чинило је 300 немачких оклопника. Најамници су најчешће коришћени при ратовању изван граница Србије, пошто су за ратовање изван земље била потребна издатна средства, који већина српских војника није имала, а и српски војници нису били вични ратовању изван земље. Од најамника најпознатији су били Палман де Брахт, капетан гарде (велики тепчија) цара Душана, његов брат Кијаране и Палманов синовац Ђорђе.Деспот Ђурађ Бранковић је 1429. године током градње Смедерева боравио у Солуну, где је прикупио људе војнички добро извежбане и добро их је плаћао. Радило се о Грцима и Латинима из Мореје, по речима Тодора Спандуџина отменим људима, са чијим одласком у Србију на службу деспота Ђурађа је Мореја изгубила своје најбоље војнике. Овим војницима је командовао брат Јерине Бранковић, Тома Кантакузин.

##### Турци и Татари
Под Стефаном Урошем II Милутином, помиње се, убрзо после 1282, долазак многих страних ратника из околних држава који су слушали о краљевој слави и храбрости, те му понудили своје услуге против Грка. Ови најамници беху делом западњачки витезови, делом хришћански или нехришћански источњаци. Источњаци беху за владе краља Милутина Кумани, од којих је краљ 1321. скоро 2000 послао у помоћ своме тасту цару Андронику II, па онда Туркополи или хришћански Турци, као најамнички вођа Мелек с 1000 коњаника и 500 пешака, па јужноруски Татари, па, најзад, кавкаски хришћани Алани код Грка, или Јаси у староруским хроникама и у Србина Данила, преци данашњих Осета, којих је тада много било и у татарској, бугарској и византијској војсци. Рђаво се искуство стекло с Мелеком који је, по Нићифору Григори, био Турчин хришћанске вере, првобитно у византијској служби па је онда пристао уз Каталонце. Најпосле га је примио српски краљ, који је разоружао његове људе, па их населио као војничке колонисте. Богатство Србије навело је, како Данило прича, ове Турке да склопе заверу против краља. Иако су они ""његов хлеб јели"", хтедоше ипак да га убију и његову државу опљачкају, али их Урош II предухитри, победивши их са својом, на брзу руку скупљеном властелом, сродницима и телесном стражом. Једни су посечени, други продани као робље, а остали протерани и прогнани; Мелек би ухваћен и смакнут. По Орбинију, још и Стефан Душан имао је један одред Турака као најамнике, чије је седиште било близу Дања, у скадарском крају.

##### Италијани и Шпанци
О Италијанима у српској служби говори један натпис у Тревизу из године 1304. Ту се каже како је Franciscus de Salomone, брат тамошњега епископа Кастелана де Саломоне (1309—1322), произведен за витеза од стране краља Уроша II. Нићифор Григора помиње у српској војсци, на војном походу против Бугара 1330, 1000 коњаника ""Келта"", а Кантакузин 300 оклопника ""Аламана"". Али, то не беху ни Француза ни Немци, него Шпанци. У дубровачким архивским књигама јављају се тада "Хуан Мартино де Понте из Шпаније, војник краља Србије и Приморја" (лат. Johannes Martino de Ponte de partibus Yspanie, constabilis regis Servie et Maritime regionis), као и " војник Педро Боргоњон, војник Педро Семино, Педро Лопез и Родриго де Спура из Арагона" (лат. Petrus Borgognonus constabilis, Petrus Seminus constabilis, Petrus Lopez et Lodricus de Spura de Aragonia).

##### Немци
Папско изасланство затекло је, 1355, на двору цареву 300 Немаца (лат. Teutonici), племића и најамника, под командом једнога капетана, чије се име не помиње, али који је био веран присталица римске цркве. Сем ове телесне страже, било је и неколико одреда Немаца као гарнизона у важним местима. Цар Кантакузин посео је, као бегунац на српском двору, 1343, град Бер, праћен краљевим немачким најамницима (грч. Γερµανοι). Када је, седам година доцније, 1350, освојио Бер за себе, затекао је онде још увек исти одред. Пошто се град предао, допустио је он Немцима да оду из града у пуној ратној опреми, обдаривши их уз то, док су Срби отпуштени били без оружја и коња.
Знаменита личност на Душанову двору био је 1333-1355 немачки војсковођа, витез Палман. Његова отаџбина, по свој прилици, била је у источним Алпима. Он се први пут јавља као "плаћеник господара краља Србије" (лат. stipendiarius domini regis Raxie) у дубровачким архивским књигама, у октобру 1333, када је примио заложено оружје некога безименога краљевога најамника с тим, да га преда краљевом личном лекару магистру Антонију. У априлу 1336. пропутовало је кроз Дубровник српском краљу, изасланство аустријског херцега Отона које је пратио немачки витез Палман (лат. dominus Palmanus, miles Teutonicus). У српској служби били су и два рођака Палманова, његов брат Кијаране (Chiarane) и његов синовац Ђорђе.

### Лака коњица
Код Срба је лака коњица имала примену до краља Милутина, потом је замењена тешком оклопном коњицом у време цара Душана. У време када Турци надиру на Балкан, српска властела је приметила да Турци користе брзу, лаку коњицу, акинџије, да изврше брзе нападе на територију противника, или да са њом ударају на крила противника, који услед тешке оклопљености не може да одговори ефикасно на напад. Код Срба је постојао један број одметника, који су добили назив гусари. Ови одметници су коришћени као лака коњица у сукобима с Турцима, да би касније после слома српске државе прешли у службу код Мађара и Пољака, формирајући лаку коњицу хусаре.

### Обука војске
Подаци о обуци и вежбама српске војске долазе из два извора, оба везана за битку на Велбужду. Први извор говори да су српски стрелци били одлично извежбани за битку да користе лук и стрелу. Други из Душановог законика, где Стефан Душан наводи да је он лично изабрао и увежбао војску за битку: „И ми сабравши војнике отачества нашег, које сам ја припремио за борбу, око петнаест хиљада, и од свег срца подигосмо руке наше ка свемогућем Богу.” 

### Ратна опрема
Властела се борила на коњу, а властелинчићи, претежно, пешке. Коњаници су имали копље и мач, вероватно и буздован (палицу), а пешаци-властелинчићи копље, мач и штит; себри (неплемићи) били су стрелци или праћкаши и били су наоружани секирама. Самострел се слабо употребљавао. Византијски извори из доба Манојла Комнина (1180) тврде да је већина српских бораца била наоружана копљима и дугим штитовима; имућнији ратници имали су и оклопе за људе и коње. Најбољи су добављани из Италије. Потпуну витешку опрему у западном смислу могао је имати само мали део коњаника, само имућна властела. У Србији је чак постојала византијска функција мачоносца, особе која је владару носила мач, о чему сведочи фреска краља Владислава, у пратњи мачоносца са мачем. Иако је развој српског наоружања потицао са стране, то оружје је добијало белег народа који га је употребљавао, тако да је српско наоружање у средњем без обзира на његово порекло српско. Срби су знатан утицај црпели и од западних народа првенствено Нормана који су освојили Сицилију, као и од Германа од којих су усвојили израду конусних шлемова, мачева, штитова, тешких копаља, док су од источних народа, Хуна, Авара и Бугара усвојили крљушт оклопе од металних плочица и верижњаче, шиљате шлемове и облике лукова и стрела.

#### Копље
Главно оружје коњаника било је копље. Оно је уједно било и симбол владарске моћи. У житију Светог Симеона пише да је владика Стефану Немањи пре битке код Пантина предао копље. Заједно са мачем, копље је било најважније оружје коњаника који су углавном били властела. Коњаници би у налету на непријатеља користили копља, како би пробили непријатељске редове. Коњаничко копље је било много дуже него пешадијско копље.

#### Мач
Мач је било оружје које су имале све војске у Средњем веку, заједно са осталом опремом. Састоји се из сечива које је било са две оштрице и балчака, тј дела за држање са накрсницом, која је представљала заштиту за руке. У зависности од дужине мача и држаље, постоје кратки и дуги мач. Код Срба се после Маричке битке појављује мач са накрсницом у облику латиничког слова С. Примена овог мача била је да заустави сабљу. Поред обичног мача, Срби су дошли у контакт са сабљом, која је приказана на неким фрескама. Врло вероватно да су сабљу код Срба донели Турски најамници у време краља Милутина, али је она почела масовније да се користи у време после Косовске битке, јер се показала ефикаснија од обичног мача.

#### Лук и стрела
Лукови су били од дрвета, кости и рога, а отровне стреле помињу се у многим изворима. Приликом сукоба са Србима на Морави, у пределу данашње Ћуприје, осетили су отровне стреле војници Хајнриха Лава, када је ишао у крсташки рат 1172; исто тако крсташи трећега похода 1189, на маршу од Браничева ка Нишу, па и краљ Сигисмунд, када је ишао против Влашке 1395. Српска пешадија је у бици на Велбужду била одлично извежбана у употреби стрела. Византинци су употребљавали ово оружје у лову. Цар Јован Комнин умро је, додирнувши непажњом отровну стрелу у лову на дивље вепрове, у долинама Тауруса. Цар Јован Кантакузин само је случајно избегао код Бера у Македонији отровној стрели коју му је наменио ловац Алусијан. По једном млетачком опису, Мркојевићи код Бара употребљавали су још око 1559. стреле премазане биљним отровом.

#### Бојни чекић
У средњовековној српској војсци употребљавао се бојни чекић од гвожђа и челика, украшен сребром, зван наџак. До његове опште употребе долази крајем 14. и почетком 15. века, када су мач и копље постали немоћни против тешких оклопника. Сечиво је варирало од 20 цмм, до 40-50 цмм.

#### Бојна секира
Бојна секира је била једно од најстаријих сечно-бодних хладних оружја. Визнатијски историчар Нићифор Григора истиче да је српска средњевековна војска била наоружана бојним секирама. Врло је вероватно да су Срби користили бојну секиру још из времена пре Немањића.

#### Оклопи
Конкретни подаци о оклопима у Србији Немањића су оскудни. Први историјски писани извор даје Ана Комнена. Она наводи да су Срби у 11. веку користили оклопе. Она у свом спису наводи: Овај савезник (Срби) навукао је оклопе и постројио се у борбени поредак. Међутим не даје се јасан опис самих оклопа.У Србији се у 11. веку употребљавала верижна кошуља, рукавице и шлем (кукуљица, кацига или кацида).Касније се појављују и други делови. Верижа или брњија донесена је у Европу са истока током Крсташких ратова у 12. веку. Велики феудалци су често позлаћивали брњију или панцирни оклоп, док су код витезова биле обојене различитим бојама. Већ у 13. веку се израђују поједини штитници за руке и рамена од плоча. Рукавице без прстију биле су у употреби од 13. века, а већ од 14. рукавице са прстима. У 13 веку коњи добијају кожни оклоп за главу, груди и сапи.Пун оклоп из једног дела металне плоче за цело тело, јавља се тек почетком 15. века. Оклопи се такође спомињу и у Наумовом житију. Првобитна реч за оклоп у старосрпском била је брња, што је германска реч за верижњачу. Касније се одомаћила италијанска реч паничијер или панцир. Као и за сво оружје, оклоп је код Срба имао развојни пут, од простијих оклопа какви су кожни оклопи и верижњаче, до металних крљушт оклопа разних врста, па све до пуног оклопа. Може се претпоставити да су у време Стефана Немање и Стефана Првовенчаног оклопи били по узору на Византијске израђени од малих кожних плочица нанизаних у оклоп, какви су и приказани на фрескама, такозвани крљушт оклоп. Ови оклопи од коже или металних плочица прављени су тако што су се плочице причвршћивале за платно. Плочице су могле да формирају разне облике слично као црепу на крову куће или кружни облик. Такође су на фрескама приказани грудни појас или Варијашке траке, зване на грчком пекторарион (πέκτοράριον), кожне траке које су се носиле преко груди и оклопа причвршћене са две додатне траке које су ишле преко рамена и спајале се са траком преко груди. Ове траке су Срби усвојили од Византијске војске, а назване су по Варијашкој гарди византијских царева. Неки ратници на српским фрескама, приказани су са кружним грчким оклопом, клибониом. Тек касније уочи Косовског боја јављају се крљушт оклоп од металне крљушти. Ратници су носили разне оклопе за заштиту главе, врата, руку, груди, шака и ногу. Чак су неки ратници носили оковратник од верижњаче или крљушт оклопа, који се носио од врата и падао у форми полукруга преко рамена и половине груди. До појаве глатког или пуног оклопа, дошло је постепеним појачањем плетених оклопа, и то на грудима, лактовима и коленима, тако да су створени пршњаци, лактењаче и колењаче. На глави се најчешће носио шлем који се такође називао кацида или кацига. Оклоп који штити цело тело био је тежак, замарао је и ратника и коња. Зато су га навлачили непосредно пред битку, уз неопходну помоћ са стране. Ратници би некада преко вережњаче носили и одећу звану епилорикион, капут који је био дијагонално прошивен, тако да формира на површини изглед низа ромбоида.
Италијански оклоп увезен из Ђенове и Венеције током 14. века, када се одиграла битка код Велбужда, састојао се од низа правоугаоних плочица (ламинарни оклоп, од латинске речи ламина или плоча) и звао се панцир или панцијер које су биле причвршћене и наизменично постављане попут црепова. Оклоп од металних плочица причвршћених на кожу звао се корача. У последњим деценијама 14. века, пре и током Косовске битке, у Србији су се носили оклопи за леђа и груди, обликовани од две плоче, који су имали сиво-црни тон.
Цар Душан је 1345. и 1347. године набавио од Млетака за своју оклопну коњицу 600 оклопа за прса, 800 шенкела за ноге, 800 коларија за врат, 800 барбата за доњи део главе, 500 рукавица киротерхас и 500 штитова.
Манастир Хиландар у свом поседу у ризници садржи панцирни оклоп од металних плочица, као и отворени шлем са шиљком на врху.
На Балкану су се од крљушт оклопа, тј лускастих оклопа разиле токе.
Пешадија, која је чинила сиромашније слојеве, углавном није поседовала оклопе, јер је поред богатства било потребно поседовати и штитоноше и слуге, које би помагали ратнику да обуче оклоп, будући да је за најједноставнији гвоздени оклоп, вережњачу било потребно 2 до 3 људи да помогне ратнику да је обуче, а за комплексније оклопе било је потребно више људи. Углавном је језгро владареве телесне страже као пешадија поседовало оклопе.
У Муратовом турбету које је подигнуто на месту Косовске битке, налазе се неколико правих дугих мачева, мач врло кратак, нека сабља палошина, оклоп од плетене жице тј верижа или панцир и остатци једног плочастог оклопа.
На Хиладнару се налази један панцир некаквог српског војводе који је после Косовске битке дошао тамо и умро. Панцир је без рукава исплетен од челичне жице на бурме исплетене.

#### Помоћно особље
У ратном походу, владар није водио само оружану властелу, најамнике и пешадију, већ су у поход вођени и и људи који нису били ратници по професији, наиме коњушари, соколари, ковачи, кувари, крчмари, преводиоци, писари, пехарници, владареве слуге и сви остали који би били неопходни у војном логору ради подизања логора и опслуживања војске.

#### Шлемови
Шлемови у средњовековној Европи су углавном имали два основна облика, лоптасти-римски и конусни-германски. Код Срба се шлем помиње први пут у 12. веку и углавном су у почетку били конусног облика. Као последица развоја стреле, мења се и конусни облик, који све више постаје лоптасти, са плитком и полудубоком калотом (капом шлема). Конусни и лоптасти шлем су често имали верижну завесу, која је опуштено висила причвршћена са шлема и падала на рамена покривајући врат. Код неких шлемова врх калоте је био зашиљен или је имао металне шиљке. Шлемови су украшавани разним додацима, као што су метална пера, лишће, рогови. Занимљиви су додаци у виду кресте птице или разних звери. Код неких шлемова, били су осликани грбови. Шлемови властелина су у време цара Душана и пред косовски бој били украшени челенкама у облику крила или змаја са крилима. Челенка је била украс за храброст, која је додељивана ратницима за претходно исказану храброст у борби. Сам цар Душан је шлем из доба своје владавине стављао на свој новац. Шлем на новцу је описан да је једнаког, лепог облика, одгоре полулоптасто сведен, спреда прав ниже савијеног врха који је пругом или неком засеком од осталог шлема одвојен. Шлем на Душановом новцу, дубоки шлем  има приказ шлемове дашчице,особину присутну само код српских шлемова, која се не налази на приказима других европских шлемова тог времена. На фресци у манастиру Грачаница, приказан је ратник са отвореним шлемом, украшеним перјем, који је имао неку врсту штитника за потиљак и врат и падао је са задње стране шлема. Шлемови су имали разне облике. У периоду развијеног Средњег века, код Срба се појављују такозвани гвоздени шешири. Њих углавном употребљава пешадија. Шлемови оваквог типа имали су спуштени, водоравни обод или пљоснате ободе облика шестоугла, по узору на византијске шлемове.  Шлемови налик шеширима су били распрострањени по целој Европи тог времена, али иако су се у основи састојали из истих елемената, главног дела шлема тј. капе која је покривала главу и обода, шлемови овог типа углавном су се разликовали по облику елемената. Рецимо, енглески шлем је био равног обода, француски је имао обод под углом, док је грчки обод на шлему био у облику равног шестоугла, са ободом састављеним из шест равних плочица. Тако да се може претпоставити да је и код Срба шлем налик шеширу имао некакве своје карактеристике у елементима. Грб кнеза Лазара из Хиландара садржи приказ шлема са роговима и визиром. Фреске у манастиру Лесново приказују ратнике са шлемовима на којима су на предњем ободу на челу прикачени метални рогови равни или конкавно савијени, који на врху имају два крака.
Палман де Брахт вођа немачких најамника у служби цара Душана је 20.Октобра 1333. године примио оружје заложено код Блажа Кабужића, радило се од два оклопа кираса, три барбута са верижним огрлицама, три шлема са грбовима, верижне огрлице, оклопе за ноге, гвоздене рукавице и три седла.
Пешадија у средњем веку је уобичајено носила отворене шлемове без визира или заштите јер су штитили лице великим  штитовима које би подигли када би нападач на њих кренуо копљем, мачем, секиром, буздованом или би пуцао стреле на њих.

#### Штитови
Од штитова Срби су носили разне штитове, округле, бадемастог облика, а најчешће приказан штит на фрескама је троугласти штит, који је био конкавног облика. Цар Душан је набавио 1349. године из Венеције 400 округлих штитова сличних римским штитовима клипеус.

#### Ратна опрема племића и обичне војске
За племиће је набављена углавном увезена ратна опрема. Обични војници и сељаци набављали су војну опрему из локалних радионица и ковачница. Обични ратници нижег порекла носили су обичан шлем без украса.
Хроничари бележе да су ратници у косовској бици 1389. били „одевени златом и камењем драгим” и да је у боју било „веома много коња изабраних и са златним седлима”, а да су косовски ратници били „веома дивни и красни јахачи.” 
Богата властела и владари волели су украшене оклопе. Оклоп византијског цара Манојла Комнина у којем се борио проив Срба 1150. године био је сав у злату и штитио га од главе до пете. Поред оклопа за људе постојали су оклопи за коње. Тако је 1329. Которанин Тома Паулић увезао из Венеције у Србију (преко Дубровника) 50 гвоздених шлемова, 10 верижних огрлица, 10 пари верижних рукавица и 25 пари оклопа за ноге. Дубровчани су 1323. нудили Стефану Дечанском 200 оклопа у вредности од 2.000 перпера, у замену за малу исправку границе. Млечани су у неколико махова допустили Стефану Душану да у Венецији набави око 500 оклопа (шлемова, верижних огрлица, рукавица и оклопа за ноге).
До појаве панталона, српски ратници су носили калци или бечве. То су биле две одвојене ногавице преко којих је кошуља ишла и била окачена за појас. Док је властела носила у рату одећу од скупљих материјала, већина војске (готово цела пешадија) је носила одећу израђену од домаћих материјала углавном лана и конопље, која је имала белу или смеђу боју. Стари назив за одећу властелина звао се хаљине или рухо.
Пешадија је уобичајено била састављена од војника нижег порекла. Будући да су властела и владари били од важности за државу, они су и гледали да се боље заштите оклопима, док је пешадија као припадници нижег сталежа, од мање важности за државу, била слабије заштићена, углавном само шлемом и од оружја је носила копље. Било је и војника који су били без икакве заштите, наоружани само тољагама или пољопривредним оруђем од којих је најпрактичнија била секира. Било је неопходно да пешадија буде лако одевена без претераног опре терећења за кретање, јер коњица је могла да приушти себи тежи оклоп, будући да су јаки коњи могли да издрже терет, док би за пешадију кретање у тешком и слабо покретном оклопу било фатално, јер би били лака мета. Такође што се тиче снаге коњице, у рату је било много важније брзина кретања коња, и способност наношења велике штете противнику, него фактор оклопљености, што се показало код монголских ратника који су били без оклопа, али су успех на бојном пољу постизали увежбаношћу коришћења лукова и стрела у покрету на коњима.
У косовској бици српска коњица, бројно слабија од турске, али са делом оклопника којима по квалитету у Турака није било равних, образовала је први борбени ред. Међутим, њена снага није била довољна да разбије чврсте редове турске пешадије, нарочито јаничара, па су Срби, и поред почетних успеха, претрпели пораз. У ангорској бици, од 5.000 српских ратника било је неколико стотина оклопљених коњаника, који су били најефикаснији борци на бојишту; нарочито су се истакли у току повлачења, заштитом потученог османског десног крила.

#### Ратни барјаци
Сачувани су подаци о четири барјака. Барјак или стег је ратна застава, коју је носио стегоноша. Један је барјак краља Уроша са приказом сунца и свеца, који је оштећен и чува се у музеју Срема, друге две су барјак крсташ и троугаони барјак цара Душана, који је Душан користио у опсади Сера и који су предати братству Хиландара,током његовог боравка 1347 и 1348. године, где се и данас налази. Како је напоменуто барјак је облика троугла и израђен је од јаке црвене и зелене свиле. Четврти барјак који је такође припадао цару Душану, налазио се у манастиру Горњак све до Првог светског рата, када му се губи сваки траг. Српски средњовековни барјаци, према малобројним подацима, могу се поделити у пет група:1. Ставролике заставе-барјаци крсташи који су нам познати са новца краљева Уроша, Милутина и Драгутина као и два барјака са Хиландара која се приписују цару Душану,2. Хагиографске заставе- с приказима светаца и иконама као застава краља Уроша из Морића,3. Хералдичке заставе-застава са грбом двоглавог орла цара Душана,4. Униколорне заставе-жута застава коју традиција приписује Стефану Дечанском и 5. Биколорне заставе-у коју спада црвено плава коњичка застава краља Владислава.

#### Коњска опрем а
У коњску опрему улазиле су узде, железни стремен, као и тешке чизме са острогама. Властелин Витомир, син Стана Прељубовића заложио је у Дубровнику, 1318. године, пар сребрних острога. Коњ војсковође морао је имати сјајан метални накит.Бранивоје Бранимирјевић имао је 1326. године за коња још позлаћен сребрни накит. Радич Санковић 1398. године сребрни украс за седло, војвода Сандаљ тешку направу коњску, узде, прсине(билав), кожне похве, све украшено с позлаћеним сребром, железну жвалу, а за коњско чело свилену траку са ситним бисером.

#### Религиозност
Религиозност тј. побожност је у Средњем веку играла велику улогу у животу људи. Тако је и код Срба она имала значајну улогу. Забележено је да је Стефан Немања пред битку код Патина послао свештенике у цркву код Звечана да се моле и да је један од свештеника уснио Светог Ђорђа како говори да је дошао да помогне Немањи у борби са непријатељима. Стефан Дечански је такође пред битку на Велбужду отишао у цркву у Старом Нагоричану и упутио молитву икони Светог Ђорђа речима: „Страдалниче Христов Георгије, види велику невољу и тугу срца мога и пожури да ми помогнеш у овој борби против овога љутога цара, који се хвали против мога отачаства, и покажи силу твоју, као што си некада помагао господину моме Симеуну Немањи против његових непријатеља, да и ја грешни видевши силу снаге твоје, прославим твоје свето име и украсићу ову твоју свету икону и приложићу овом твом светом храму многа изабрана добра.” Забележено је да је и цар Душан када је кренуо да сачека Мађаре који су продрли на север његове државе, отишао у цркву у Жичу и да се молио пред иконом Христа Спаситеља са речима: „Господе Исусе Христосе, истинити боже наш, не посрами нас због светог твога имена пред овим поганим народом угарским, но даруј нам крепкост и силу, као што си некада даровао родитељу мојему против Бугара, тако и сад бори се са мном и буди ми помоћник против противника мојих и нека се посраме и погану, а ми ћемо се укрепити силом твојом.” Владари и кнежеви носили су редовно у пуној ратној опреми и крст о врату. Тако Стефан Немања носи крст о врату с делићем истинског крста Господњег, чијој је заштити он приписивао све своје успехе. И кнез Лазар Хребељановић је о врату носио златни крст.

#### Гоњење непријатеља
У феудално доба, гоњење је ретко где примењивано.За такве задатке феудалне војске нису биле способне.То су могли чинити лаки коњаници као мађарски и монголски. Међутим треба узети у обзир да је српска војска у феудално доба била до појаве цара Душана претежно сачињена од лаких коњаника. Такође напомиње се у житију краља Милутина да је Милутинова војска гонила војску бугарског властелина Шишмана око 1292 године.

## Репутација српских ратника
Срби су у средњем веку, у очима свих суседа, важили као ратоборан и храбар народ. Извештаји из доба Комнина показују да није било лако ратовати с њима. Цар Манојло Комнин, за време тих војних похода, продро је само један једини пут 1150. са истока до обале Таре. Када је цар Фридрих I Барбароса 1189, на трећем крсташком походу, од Немање свечано поздрављен био у Нишу и, ускоро за тим, дошао у сукоб с Византинцима због забране пролаза, преговарао је он о савезу с великим жупаном Немањом и с царевима Петром и Асеном, да би стекао потпору Срба и Бугара против Грка. Краљ Урош II Милутин, под чијом је владом почела успешна офанзива против ослабеле државе Палеолога, имао је војну моћ која је импоновала Грцима.
Јован Кантакузин описује у својим мемоарима потпун пораз и заробљење свога сина, цара Матије Кантакузина, приликом једне провале у српску област код Сера, у доба Душанова сина, цара Уроша 1357; Турци, у његовој војсци, застрашени беху множином и смелошћу Срба који им тада још не беху довољно познати.

#### Предности
Српске трупе изврсне беху особито у својој земљи. Флорентинац Матија Вилани описује напорно шумско ратовање у Србији, приказујући војни поход угарскога краља Лудовика I против цара Уроша 1359: велике рашке планине (лат. grandi montagne di Rascia) код Рудника, природна шумска утврђења (лат. fortezze delle boscaglie), камо за Србима нико није могао ићи без великих губитака, и непрекидно узнемиривање угарске војске од стране наоружаних српских сељака (лат. villani).

#### Недостаци
У офанзиви српска армија имала је слабе стране стога, што је војска нерадо гледала на дуготрајно ратовање у далеким земљама. Истина, под краљем Милутином његов војсковођа Новак Гребострек ишао је 1313. у Малу Азију да помогне војсци цара Андроника II против Турака, али су његови одреди, по свој прилици, састављени били од одабраних људи и страних најамника.
Кантакузин се јада да му је Стефан Душан, када је у савезу с њим опседао Сер 1343, узео собом најбоље трупе да с њима поседне градове баш тада преминулога Хреље. По њему, остали српски ратници само су неупотребљива гомила (грч. οχλος  µονον  ανονητος); они су, после нешто више од два месеца ратовања, били већ изнурени те не хтедоше ићи далеко против Димотике, него послаше своје бојне коње и оружје кући. Када су Стефан Душан и његов војсковођа Прељуб посели Епир и Тесалију 1348, било је у српској војсци највише Арбанаса који су од војнога похода Андроника III на Албанију омрзнули Византинце, те су се радо придружили Србима. Услед српског освојења, Епир беше поново насељен арбанашком властелом и ратницима.
Димитрије Кидон каже у једној од својих беседа 1366: "Срби и Бугари блиски су Византинцима, слични су нам и исте су вере, али, Византија се не може надати помоћи од њих, јер су то сиромашни народи, који немају обичај да ратују у далеким земљама". Овај недостатак показао се код експедиција у Тракију. Када је Стефан Душан 1352. послао цару Јовану Палеологу помоћ под казнацем Бориловићем, потукоше код Димотике турске чете, присталице Кантакузина, изненадним нападом, до ноге српске коњанике којих је, по Кантакузину, било 7.000, а по Григори 4.000, и који су имали слабе коње, а уз то беху и невични крају. Исто тако, офанзива краља Вукашина и његова брата Угљеше 1371, против Турака у једренском крају, довела је до страховита пораза на обалама Марице, у шумовитом пределу Черномена.

## Стратегија и тактика
Битака на отвореном пољу било је мало у позније доба Немањића. Све се решавало тврђавском војном, опсадом градова. У бојевима и биткама главну реч имали су коњаници, али су и пешаци играли знатну улогу, већу него у исто доба на западу. Српска властела је вероватно ратовала о свом руху и круху у извесним временским и просторним границама. Експедиције на дужим правцима, као она Новака Гребострека или Бориловића, падале су свакако на терет краља, односно цара.
Што се тиче начина ратовања, обичај је био да су се у ратовима између хришћана исте вере на Балкану: Византинаца, Епираца, Бугара и Срба, задржавали у ропству само војсковође, и то обично у железним оковима на ногама; просте војнике брзо би разоружали и слали кући. Изван битке није био нико убијан, а и заробљеници нису се продавали у робље. Само су поганичким (нехришћанским) најамничким вођама одсецане главе и натицане на копље, као једном Татарину у византијској служби 1282, Чрноглаву.
Ратовало се највише тако што се пустошила непријатељска земља, што су се уништавали воћњаци, виногради и засејана поља, и што су зграде спаљиване. Испред војске ишле су извиднице (сьходникь). У подизању утврђења и опсађивању градова Срби се нису могли мерити са Византинцима, који су очували традиције грчке и римске архитектуре. Још и за владе Стефана Душана, византијски градови у Македонији приморани беху на предају више пустошењем околине и глађу него систематском опсадом.

### Преговарања и откупнина
Врло често у време Немањића битке су решаване преговорима као у случају краља Владислава и мађарског херцога Колмана, када је херцог Колман провалио у Хум, краљ Владислав је похитао са војском да одбрани земљу. До сусрета две војске је дошло на реци Расини где није ни дошло до битке већ до договора. Такође се често дешавало да се за заробљеног владара тражи откупнина као у случају краља Уроша који је 1268 године ратовао са Мађарима у Мачви и који су поразили његову војску, а њега заробили и одузели му златан крст и барјак као ратне трофеје, а потом од Срба тражили да плате откупнину како би краља Уроша пустили што су Срби и учинили.

### Утврђења у Србији
Градови (утврђени замкови) били су делом чврсте грађевине са каменим зидинама и кулама, а делом дрвени објекти. Утврђених градова (вароши) било је готово искључиво у приморју и на територији освојеној од Византије.
Од утврђених места у Србији најпростија беху палисаде од брвана и коља. Ана Комнина помиње, у време свога оца, цара Алексија Комнина (1081—1118), на српској граници, поред камених и циглених грађевина, још и дрвене куле и утврђења (грч. ξυλινους  πυργους). "Дрвнь" - дрвени град - помиње се у једној повељи краља Стефана Драгутина (1276—1282), у опису граница села Локвице код Призрена. Нека камена утврђења у кршу потичу још из предримских, илирских времена, као Медун у Кучима на истоку Црне Горе (некада Метеон у области Лабеата, где је римски легат Перперна заробио жену илирскога краља Генција, заједно с њеним синовима); у време деспота Ђурђа, па све до 19. века, била је то важна тврђава с киклопским стенама и прастарим каменим степеницама. Остале тврђаве беху грађевине Римљана или потичу из времена Јустинијана. Остале грађевине биле су из познијега средњега века. Не зна се ништа подробније како су у време Немањића изгледали градови са својим стенама, ступовима или грчки пирговима, вратима, јер су призренски, новобрдски, звечански и др. замкови још неиспитани. Срби су, за ознаку високог утврђења, примили од Византинаца арапску реч кула која је још и данас позната у земљама где су били Турци. Тако се на пр. зову у повељама утврђења у Призрену, Скопљу и Прилепу.
Варошки или градски становници, а тако исто и читава жупа, дужни су били одржавати град у добром стању и подизати нове грађевине. Цар Јован Кантакузин прича, како је Стефан Душан с великим трошком поново дао утврдити 1350. Бер, у јужној Македонији. Поред старог акропоља, подигнуто беше још једно утврђење на тај начин што је један део вароши опшанчен, те су саграђене две велике и три мале куле с двоструким бедемским зупцима. Ван града је логоровало 10.000 радника који су се тим послом бавили. И у миру, становништво је свакога града и околне жупе дужно било чувати град и дању и ноћу. То је обавеза чувања града ("градоблюдени"); у повељама се често све обвезе за чување и зидање тврђава кратко зову град. Стража се, понекад, зове грчки цаконство (грч. ϕυλαξις  τζακονικη) или парамун (грч. παραµονη) - стража. Становници жупе били су дужни да по друмовима, на одређеним местима (тзв. стражиште, вардиште) чувају стражу, особито у пустим планинама, а, поврх тога, давали су, у пограничним жупама, и пограничну стражу. По једној повељи краља Стефана Драгутина (1276—1282), дужна су била тада села код Призрена да дају пограничну стражу против Грка ("стрглы стражоу ωдь Грькь").

### Флота
Немањићи нису имали своју флоту. Једини помен флоте спомиње се када је Стефан Немања на Дубровник послао свог брата Страцимира, али је та флота била брзо уништена од стране дубровачке флоте. Били су упућени на оно мало бродова потчињених градова - Котора, Улциња, Будве. Понекад су им и Дубровчани давали помоћ на мору. За ону годину у којој би Дубровчани дали Србима помоћ на мору per mare adiutorium, они су се ослобађали од плаћања данка за винограде и царине за робу. Овај споразум постојао је за владе Немање и Стефана Првовенчанога, а потврдио га је негде око 1235, унук Немањин, краљ Стефан Владислав, повељом којом се обнављају стари уговори. Било је то крупно помањкање војне моћи велике државе која је избијала на три мора, а тежила хегемонији на Балкану. Јаке обалске градове, као Дубровник и Солун, Срби нису могли заузети. Зато је Душан набавком 4 галије из Венеције почео да изграђује своју флоту.

#### Битка код Велбужда
Стефан Дечански је сакупио војску од око 15 хиљада војника. Међу 15 хиљада војника 2 хиљаде су били Немачки и Шпански плаћеници. Међу Немачким најамницима је било 300 коњаника и 1.000 пешака, а од Шпанаца су били Каталонски Алмогавери. Осталих 13 хиљада војника били су Срби. Михајло Шишман је сакупио исти број војника око 15 хиљада међу којима су осим Бугара били Татари и Власи. Маневром по унутрашњим правцима, Дечански је доказао изванредну географско-стратегијску оријентацију. Пре почетка битке било је потписано примирје. Стефан примирје није испоштовао, већ је своју војску постројио у два борбена поретка, у првом коњицу, у другом пешадију, а војнике је устројио на чете (пукове) пре напада. Потом је кренуо ка бугарском логору.
Стефан Дечански је пред битку рекао : „У име твоје Господе, погнаћу непријатеље моје и победићу их.” Напад који су отпочели српски коњаници био је означен трубама. Српски коњаници су се поделили у две колоне, једну којом је командовао Стефан Дечански, и другу којом је командовао Душан. Пешадија је помагала служећи се углавном стрелама.
Извори говоре да су Бугари били заслепљени сјајем српског оружја: „И тада затрубеше убојне трубе, судари се оружје с обе стране, и коњи фрком зарзаше, и био је велики вапај.”
Изненађени Михајло Шишман је импровизовао борбени поредак, у којем је главнина била на окупу, с коњицом испред.
Изненадни српски напад затекао је Бугаре потпуно неспремне. Бугарски редови нису издржали ни први налет српске војске, већ су одмах распали и отпочели неорганизовано повлачење, што је српска војска искористила и у потпуности их разбила. У борби су се нарочито истакли одреди под вођством младог краља Душана. Његови одреди су разбили језгро око цара Михајла, а затим су разбијена крила бугарског распореда. За Душанове стрелце савремени српски описивач битке наводи: „... они су стрељали са обе руке и никако нису грешили“. Поред њих, под његовом командом Орбини наводи и 1300 немачких најамника, од чега је било 300 коњаника искусних у борбама, који су јурнули право ка делу бугарске војске у коме се налазила царска застава и сам цар Михајло.
Такође су се у бици истакли которски оклопници, њих 1.000 предвођени Николом Бућом.
Пошто није успео да среди редове своје војске, цар Михајло је и сам кренуо да бежи. Током бежања, он је пао са коња, и био убијен од стране српске војске.

## Доба феудалне анархије (1371—1389)

### Распад Српског царства
Последњих година Душанове владе на Балкан продиру Турци Османлије и у два маха побеђују Душанове одреде: код Стефанијане (под војводом Прељубом) и код Димотике (под казнацом Бориловићем). Изненадном Душановом смрћу 1355. почело је распадање Српског царства: његов син Урош Нејаки (1355—1371) није имао снаге да савлада сепаратистичке тежње великаша - покрајинских намесника. Нестанком централне власти настала је у земљи општа несигурност. Док се Србија распарчавала на полу-независне феудалне области, Турци Османлије шире се под све јачом централном влашћу бега Орхана (1326—1359) и емира Мурата (1359—1389): прешавши 1354. на Балканско полуострво, они су брзо освојили Тракију и заузели Адријанопољ (око 1362), где Мурат I преноси своју престоницу. Након тога турске трупе већ дубоко упадају у суседне балканске земље.
Мада распарчани, Срби су у другој половини 14. века били још увек војно најјачи на Балкану, једини који су Османлијама могли пружити озбиљан отпор. У те судбоносне борбе ушли су разједињени, по деловима. Од српских династа први је Угљеша Мрњавчевић осетио опасност од Турака: он и његов брат Вукашин покушали су да их потисну из Тракије, али су поражени на Марици 1371. Убрзо затим умро је Урош, цар без власти, кога нико није наследио на престолу.

### Моравска Србија
Катастрофални пораз на Марици изменио је из основа однос снага на Балкану. У наредне две деценије Османлије су ставиле под своју контролу сав централни део Балканског полуострва, бугарски и византијски цар постали су турски вазали обавезни на данак и помоћну војску; то није мимоишло ни српске династе на југу Душановог Царства, браћу Дејановиће и Вукашиновог сина, краља Марка, који је сачувао малу област у северозападној Македонији.
На северу Душанове царевине, у српском етничком подручју, створене су три државне формације: Зета (са престоницама у Скадру и Улцињу) под влашћу Балшића, Моравска Србија (са престоницом у Крушевцу) под влашћу Лазара Хребељановића, и Косово и Метохија (са престоницом у Скопљу) под влашћу Вука Бранковића. Кнез Лазар завладао је највећим делом бившег царства: читавим Поморављем, Мачвом и Браничевом (пошто је са босанским баном Твртком поделио земље Николе Алтомановића); под његовом влашћу били су и рудници Ново Брдо и Рудник. Ородивши се са Вуком Бранковићем, Ђурђем Страцимировићем Балшићем и бугарским царем Иваном Шишманом, кнез Лазар је наметнуо свој ауторитет осталим великашима и представљао се као носилац српског државног континуитета; називао се ипак само кнезом Срба и Подунавља, док је српску краљевску титулу (поред Марка на југу), понео 1377. босански бан Твртко I Котроманић.

#### Лазарева војска
Војска Моравске Србије истакла се у локалним сукобима међу српским великашима након смрти цара Уроша 1371 (нарочито у рату против Алтомановића (1371—1373), док је у два наврата потукла Турке: један пљачкашки одред разбијен је на Дубравници (1381), а војска самог султана Мурата побеђена је на Плочнику (1386). У великој мери то је и даље била војска Немањића: једина новина било је увођење ватреног оружја, које се помиње од 1373. 

#### Бој на Косову
Турским освајачким походима претходили су дубоки продори нерегуларне коњице (акинџија). Први такав пљачкашки упад у Србију забележен је 1381. када су два српска властелина, Цреп и Витомир, разбила Турке код Параћина. Мурат I је лично кренуо против Србије 1386, заузео Ниш, али га је кнез Лазар сузбио код Плочника (близу Прокупља). Две године касније, 1388, босански војвода Влатко Вуковић је код Билеће уништио турску војску коју је предводио Лала Шахин, победник на Марици 1371. Ситуација је била сазрела за решавајући обрачун: у боју на Косову, 15. јуна (28. по новом) 1389, бројнија и боље организована турска војска, коју је опремила јединствена и централизована Османска држава, надвладала је скуп феудалних контингената ма колико да су се они упорно и храбро борили.

##### Супротстављене снаге
На Косово је Мурат могао извести око 40.000 бораца, од чега око 5.000 јаничара, 2.500 своје коњичке гарде, 6.000 спахија, око 20.000 азапа и акинџија и 8.000 својих вазала (укључујући и браћу Дејановиће из Македоније). Лазар је могао прикупити највише 25.000, од чега 15.000 својих људи (колико и Дечански пред битку код Велбужда 1330), 5.000 Вукових људи и исто толико Босанаца под командом Влатка Вуковића, победника код Билеће (укључујући и хрватског бана Ивана Палижну са крсташима); у суштини, биле су то три савезничке војске, са Лазаром као вођом коалиције. Подаци о снагама су приближни, пре високи него ниски, изведени из обостраних могућности. Извори наводе стотине хиљада ратника које се у то време нигде не виде на бојишту, ни у развијенијим и насељенијим земљама. Али однос снага не изражава се само бројем.
На страни Османлија била је и надмоћнија организација. Њихови емири (султани) имали су неупоредиво више власти од српских краљева, према томе и прихода, толико да су могли у миру и рату издржавати јаничаре, дисциплиновану и извежбану стајаћу војску, потпуно одану њиховој личности - чија се ефикасност на Западу неће дуго достићи. Османлијске спахије по социјалном положају и војничким обавезама имају сличности са српском властелом, и уопште, са феудалцима на западу, али у оно рано доба турске експанзије готово сви су своје спахилуке били заслужили борбом у емировој служби - то су морали чинити и њихови синови, пошто се спахилуци нису наслеђивали - па су се спремније одазивали емировом позиву и за њега се сасвим залагали у борби. Емирову коњичку гарду чинили су пробрани коњаници. Азапи, у суштини милиција пешке наоружана копљима, није се ничим истицала над сличним европским трупама, а акинџије, милиција на коњу, била је врло способна за продоре у дубини противничке територије, али и за еластичну борбу изнуравања (наизменичних напада и повлачења) на бојишту.
У поређењу са њима, српска властела, боље наоружана и заштићена (оклопљена) за блиску борбу имала је већу ударну снагу, српска пешадија (претежно властелинчићи) били су бољи од турских азапа, способнији за блиску борбу, али су Османлије у јаничарима имале несавладиво језго армије, а у спахијама и акинџијама одреде изврсних маневарских способности. Уз бројну, на страни Османлија била је организацијска и тактичка надмоћност.

##### Ратни распоред
Лазар је дочекао Турке на левој обали Лаба, на благо нагнутој равници, где им је препречио пут за продор на Косово. Лазар, вођа коалиције са најјачим контингентом, био је свакако у центру, Вук и Влатко на десном, односно левом крилу. У првој линији били су коњаници, у другој пешаци; такав борбени поредак потврђен је не само историјским изворима, већ структуром и тактиком средњовековних феудалних војски. Не можемо рећи колико је било пешака, а колико коњаника; коњаника свакако неколико хиљада, али у потпуном оклопу западног типа само неколико стотина. Из броја турских спахија може се извести аналогија: ако је Османска држава могла да издржава само 6.000 спахија, далеко мање српске земље нису могле ни упола толико (до 3.000) властеле.
Мурат је у првој линији центра имао јаничаре, а иза њих стао је лично, окружен коњичком гардом. Бајазит је стао на десно крило на челу европских, а Јакуб на лево крило, на челу азијских трупа; на оба крила азапи су били у првом, а коњаници у другом реду. Непосредно пред битку око 1.000 стрелаца је истурено пред фронт; коморе подељене на крила и центар утврдиле су се иза бојног реда под заштитом мањих одреда.
У Турака је квалитет био у центру; на српској страни не можемо рећи који део је био бољи. Свака од три савезничке војске био је феудални позив одређене територије, где је било бољих и слабијих бораца. Јединство команде било је велика предност Турака: Муратов ауторитет био је неоспоран, док га Лазар није имао ни у приближној мери. Феудалне војске су скуп одреда који дугују послушност својим сизеренима (великашима), а не круни. Тешко да је Лазар могао спроводити своју вољу и у сопственој војсци, а са Вуком и Влатком више се споразумевао него што им је командовао.

##### Битка
На Косову су Турци водили одбрамбену битку која се, кад је добро вођена, увек довршава нападом. Била је уобичајена тактика Османлија оног времена да противнику препусте напад, што се логично изводило из могућности њихове војске, као и из борбеног распореда. Ипак, борбу су почели Турци: њихови стрелци истрчали су напред и обасули стрелама српске коњанике да би их растројили. Српске стрелце извори не помињу; то је оружје у Европи (осим Енглеске) било много мање развијено него у источних народа. Кад се на њих спустила киша стрела, српски коњаници навалили су на турске стрелце, одбацили их, пробили прве редове турског левог крила, продрли у његову позадину и разбили комору и њен заштитни одред. Тај почетни српски успех не треба прецењивати: лаки коњаници Истока умели су вешто да маневришу пред оклопницима Запада; измицали су пред њима да би избегли удар, па се поново враћали у борбу под повољнијим условима. Сигурно је да спахије и акинџије левог турског крила нису избачене из борбе. Према центру и десном турском крилу Срби нису имали успеха. Јаничари у центру били су стожер борбеног поретка око кога су се крила могла и повијати у таласању борбе. Бајазит, који је у то време већ био заменио свог смртно рањеног или погинулог оца, кренуо је у противнапад са десног крила.
Шта је даље било, извори су нејасни. Можемо претпоставити да су Босанци (српско лево крило) одбачени, после чега је обухваћени српски центар подлегао у тешкој борби против концентричног дејства турског десног крила и центра. Вук и Влатко повукли су се без значајнијих губитака, док је Лазар у току гоњења заробљен, доведен пред Бајазита и погубљен.
За објашњење српског пораза на Косову није потребно издајство. На победничкој страни била је јача државна организација, бројнија и хомогенија војска. Војничка моћ Србије је сломљена; потиснута према Дунаву, она ће се још борити за опстанак, одржати више деценија, али Турцима превласт на Балкану више нико неће озбиљно оспорити. Победом на Косову они су себи отворили пут за упад у Панонску низију.

## Доба турске превласти (1389–1402)
Иако одлучно поражена на Косову, Србија се још 70 година борила за свој државни опстанак.
Притиснута од Мађара, који су провалили у Србију већ у јесен 1389. и заузели неке градове, Лазарева удовица, кнегиња Милица, помирила се са новим султаном Бајазитом I, дала му за жену своју кћер и обавезала се на данак и давање помоћне војске које ће предводити, тада још малолетни, Вук и Стефан Лазаревић. Вука Бранковића, који је неко време самостално иступао ослањајући се на Угарску, Турци су протерали 1392, а његови синови су, такође, учествовали у турским војним походима.
Срби су Турцима давали тешку (оклопну) коњицу коју они нису имали. Срби и Турци ратовали су заједно против Мађара на Дунаву и Сави већ 1390. Поред краља Марка и Константина Дејановића, Стефан Лазаревић учествовао је у Бајазитовом походу против Влашке 1395, где су Турци потучени на Ровинама, а наредне године са својих 1.500 коњаника истакао се у никопољској бици.

### Справе за бацање
Српска војска је у свом ратовању користила и справе за бацање камења, као што су катапулти и балисте. Наводи се да је Хумски кнез Мирослав, брат Стефана Немање употребио справе за бацање камења у опсади Дубровника 1185. Деспот Стефан Лазаревић је добио 1420. на поклон из Дубровника свежњеве конопца за балисте.

### Ватрено оружје
У Дубровнику, топови се појављују од 1361, израђују се од 1363, а тополивница је основана 1410. У средњовековној Србији артиљеријска оруђа помињу се од 1373. (током опсаде Ужица у рату кнеза Лазара против Николе Алтомановића), а израђују (балисте и бомбарде) од 1386. (уговор између кнеза Лазара и Дубровника), под руководством Дубровчанина Милоша Радослевића, па се на основу тога тврди да их је било у косовској бици 1389. Првобитна артиљеријска оруђа у 14. веку су имала кратак домет свега 500 метара, а и за један сат испаљивало се једно ђуле. Такође због лошег квалитета барута и материјала цеви артиљерија је крајем 14. века била врло несигурно оружије. Тек крајем  15. века артиљерија постаје ефикаснија.  Стефан Лазаревић добија 1425. дозволу за увоз барута из Дубровника, а оруђа му израђују домаћи мајстори. Идуће године, код Сребренице (у рату против Босне), он је заробио две праште (бомбарде), једну велику и једну малу. Једна од две бомбарде које је деспот Стефан заробио носила је име Хумка и налазила се на Београдској тврђави њу спомиње и витез Бертрадон де Брокијери. Турци су употребљавали артиљерију при заузимању Смедерева (1439), Новог Брда (1441) и Београда (1456). Хроничар Константин Михаиловић истиче да су Турци носили бакар и пред сваку битку лили артиљеријска оруђа, нарочито тешка. Код Срба се назив пушка први пут користи 1445. године. Војска Ђурађа Бранковића у ратовима на Приморју од 1452. године користи фитиљаче европског и турског порекла, разних величина и тежина.

## Српска деспотовина (1402–1459)
Када је татарски освајач Тамерлан 1402. провалио у Малу Азију, у Бајазитовој војсци, која му је пошла у сусрет, било је око 5.000 Срба под Лазаревићима (Стефаном и Вуком) и Бранковићима (Ђурађом и Гргуром). Српски оклопници су се истакли и у ангорској бици: Срби су успели да се пробију из обруча, иако нису успели да спасу Стефановог зета Бајазита.
Бајазитов пораз код Ангоре (1402) и слабост Турака, хришћани су искористили за међусобне сукобе: Лазаревићи и Бранковићи сукобили су се већ на путу кући - 21. новембра 1402. Ђурађ Бранковић је с Турцима напао Стефана Лазаревића код Триполија на Косову, али је поражен.

### Стефан Лазаревић (1402—1427)
Стефан је после ангорске битке од византијског цара добио титулу деспота (1402–1427), а затим је прихватио сизеренство угарског краља Сигисмунда: споразумом од 1403. добио је од Мађара Мачву и Београд, који је обновио, утврдио и ојачао топовима. У то време ватрено оружје све се више јавља у Србији. У међувремену, Вук Лазаревић уплео се у борбе Бајазитових наследника и уз помоћ Турака отео јужну половину Деспотовине. Турски претендент Муса погубио је Вука Лазаревића и Гргура Бранковића, после чега је Ђурађ Бранковић пришао Деспоту (који га је усинио) и 1413. (на челу српских, босанских, угарских и турских снага Мехмеда I) разбио Мусу код села Чамурлу под Витошем. После тога Србија се нашла у двоструком вазалном односу, према Мађарској и Турској, али је добила 14 година мира. Под Стефаном Лазаревићем Србија је нагло привредно и културно напредовала: он је самовољу великаша обуздавао јаким најамничким одредима (регрутованим у Угарској) које је издржавао од својих богатих рудника у Новом Брду и Сребреници.

### Ђурађ Бранковић (1427—1456)
Мурат II је 1427. (још за Стефановог живота) провалио у Србију и заузео Ниш и Крушевац, али се Ново Брдо одбранило уз помоћ Дубровчана; Босанци су напали Сребреницу (око које ће се Срби и Босанци отимати све до пада под Турке), а Београд је по уговору враћен Угарској. Ђурађ је 1428. искупио од Турака мир данком од 50.000 дуката годишње и обећањем да ће давати Турцима 2.000 коњаника помоћне војске. Пошто је изгубио Београд, Ђурађ је 1429-1430. саградио на Дунаву велику тврђаву Смедерево, које ће постати главно (и последње) упориште Деспотовине: иако масивна (са троструким зидинама и 24 куле) и брањена водом, тврђава је у време градње већ била застарела, пошто је била предвиђена искључиво за одбрану хладним оружјем, у време када су топови постали омиљено опсадно оружје Турака.
Србија није могла вечно остати неутрална: у рату са Угарском, Турци су 1437. заузели Браничево, а 1439. су после тромесечне опсаде и бомбардовања топовима (изливеним под зидинама тврђаве) пало је и Смедерево, док се Ново Брдо одржало до 1441: био је то први пад Деспотовине.
Ђурађ се повукао у Зету, али је протеран од Млечана и њихових вазала, породице Црнојевића, побегао у Дубровник, а затим у Угарску, одакле је 1443. покренуо српско-мађарски поход са Јаношом Хуњадијем на челу, који је потиснуо Османлије све до Софије. Деспотова војска састојала се већином од најамничких чета, састављених од Француза, Италијана, Мађара, Немаца, Грка и Албанаца. Једренским миром Турци су 22. августа 1444. вратили деспоту Ђурђу Смедерево, Голубац и Ново Брдо, али били су то опустошени градови у опустошеној земљи.
Док су Угри потучени од Турака код Варне (1444) и на Косову (1448), Ђурађ се покорио Турцима и покушао да поврати своје поседе у Босни и Зети, уплевши се у дуг и скуп рат са Млецима: деспотове војсковође Алтоман и Тома Кантакузин су са 12.000 Срба и Турака-најамника потучене у јулу и септембру 1452.
После турског освајања Цариграда (1453) у којем је учествовао и деспотов одред од 1.500 коњаника и чета рудара из Новог Брда, Мехмед Освајач је 1454. опустошио Србију и одвео 50.000 заробљеника, али се Смедерево (брањено од 6.000 одабраних војника под командом Томе Кантакузина) одбранило уз помоћ Мађара, Јанош Хуњади разбио је Турке код Крушевца, док је деспотов војвода Никола Скобаљић потукао Турке код Врања. 1455. Мехмед Освајач је после 40 дана бомбардовања коначно заузео Ново Брдо, али је 1456. узалудно опседао Смедерево и Београд. Биле су то последње српске победе: деспот Ђурађ умро је исте године, а његови наследници предали су последњу престоницу средњовековне Србије 20. јуна 1459.

## У популарној култури
Српска средњовековна војска приказана је у филмовима Бој на Косову, Бановић Страхиња, Доротеј и у серији Немањићи — рађање краљевине.У серији Немањићи рађање краљевине и филму Косовски бој приказано је да је српска пешадија носила одећу смеђе боје, што се поклапа са историјским изворима да је одећа обичних војника израђивана од конопље и лана. Српска војска из средњег века такође је приказана у бугарском филму Борис I, из времена пред Немањићког владара Мутимира. Српском војском из Средњег века се бавио и Александар Дероко. Он је израдио многе студије и скице српских ратника по узору на фреске из манастира, такође је израдио скицу српске тешке пешадије по фресци из манастира Лесново из 1341-ве године, где је српска војска приказана са специфичним шлемовима из тог времена, украшеним роговима и крестом. Оспри британски издавач је приказао у својој књизи Никопоље 1396 јуриш оклопних коњаника Стефана Лазаревића током битке. Једна од две статуе код цркве Ружице на Калемегдану представља копљаника цара Душана.

##### Археолошки налази
У Србији је пронађено одређен број средњовековног оружја. Најимпозантнији налаз био 1905. године је наводни гроб Бошка Југовића у коме је пронађен скелет ратника са сребрним шлемом тешким 4 килограма у панцирном оклопу, са мачем, копљем и барјаком.

## Галерија
- Фреска из манастира Милешева приказује војнике на Христовом гробу у ношњи средњовековне српске војске по узору на Византију,војници су у панцирним, верижним кошуљама, са конусним шелмовима
- Ратник из манастира Студенице са кожним оклопом и белим Варијашким појасом
- Српска војна ношња, фреска Манастир Лесново
- Фреска војника са шлемом и верижном капуљачом причвршћеном за шлем манастир Лесново
- Фреска са војником са шлемом
- Фреска са војником са шлемом из Старог Нагоричана
- Фреска из Старог Нагоричана
- Фреска из Старог Нагоричана
- Фреска ратника из манастира Лесново
- Свети Теодор Тирон са шлемом, луком, копљем и клибанион оклопом
- Фреске ратника у цркви Св. Пантелејмона у Нереѕијима, трећа фреска приказује ратника у верижној кошуљи
- Српски ратник манастир светог Никите
- Фреска српског ратника манастир светог Никите
- Ратник манастир светог Никите Бањани
- Фреска из Старог Нагоричана, приказује како Св.Ђорђе предаје мач краљу Милутину, као доказ његове победе код Галипоља
- Фреска из манастира Лесново приказује српског ратника поред деспота Оливера, властелина цара Душана
- Икона Косовске битке
- Манастир Дечани, приказ ратника са шлемовима
- Фреска ратника из Манасије, ратник скроз лево носи западњачки грудни оклоп кирас који је израђен од бронзе и временом је патинирао у зелену боју, састављен из једне плоче, док ратник у средини носи кружни грчки оклоп, Клибанион
- Изглед Алмогавера, Каталонских плаћеника који су учествовали на Српској страни током битке код Велбужда
- Српска војска напада Бугарског цара Михајла Шишмана током битке код Велбужда, Џон Харисон Вајлда
- Место битке код Велбужда